# Hans-Peter Naumann
Hans-Peter Naumann (* 18. Januar 1939 in Chemnitz; † 12. Mai 2020) war ein deutscher germanistischer und skandinavistischer Mediävist, Linguist und Runologe. Er war Professor für Nordische Philologie am Deutschen Seminar der Universität Zürich.

## Werdegang
Naumann studierte ab 1958 in Freiburg Germanistik, Skandinavistik und Geschichte. Ab 1965 war er wissenschaftlicher Assistent am Deutschen Seminar der Universität des Saarlands. 1968 wurde er in Freiburg mit der Dissertation „Goethes Faust in schwedischer Übersetzung“ promoviert. Im Anschluss folgte eine Assistentenstelle bei der Nordischen Abteilung des Deutschen Seminars der Universität Zürich, die er in der Zeit von 1968 bis 1969 am Deutschen Seminar in Basel zuzüglich ausübte. 1976 erfolgte in Zürich die Habilitation mit der Arbeit „Sprachstil und Textkonstitution. Untersuchungen zur altwestnordischen Rechtssprache“ mit der Erteilung der Venia legendi für die Germanische, insbesondere die Nordische Philologie. 
Da Naumann in der Zeit ab 1977 bis 1979 eine Stelle als wissenschaftlicher Mitarbeiter (Dozent für Nordische Philologie) am Institut für Nordische Philologie und Germanische Altertumskunde an der Ludwig-Maximilians-Universität München annahm, erfolgte eine Umhabilitation an diese. Im Wintersemester 1979/80 folgte er dem Ruf nach Zürich für eine neugeschaffene außerordentliche Professur für Nordische Philologie, im Wintersemester 1988/89 die Beförderung zum Ordinarius. 2004 wurde er emeritiert.
Naumann lehrte und forschte über den engeren Bereich der altnordischen Sprachen und Literatur hinaus altgermanistisch insbesondere zu den mittelalterlichen sprachlich-literaren und kulturellen Interferenzen zwischen dem germanischen Skandinavien und den der westgermanischen Entitäten des Kontinents der Alemannia und des Altniederdeutschen. Des Weiteren war die Runologie und die Germanische Altertumskunde Teil seines wissenschaftlichen Fokus. Als Fachberater und Mitherausgeber hatte Naumann zahlreiche Artikel der 2. Auflage des Reallexikon der Germanischen Altertumskunde verfasst.

## Werke
Artikel im Reallexikon der Germanischen Altertumskunde (RGA) und Beiträge zu den Ergänzungsbänden des RGA. Rezensionen und Beiträge in Periodika, Reihen und Tagungsbänden.
Monographien
- Goethes „Faust“ in schwedischer Uebersetzung. Stockholm/Göteborg/Uppsala 1970. (Göteborger germanistische Forschungen 10).
- Sprachstil und Textkonstitution. Untersuchungen zur altwestnordischen Rechtssprache. Helbing & Lichtenhahn, Basel 1979. (Beiträge zur nordischen Philologie 7).

Aufsätze
- Runeninschriften als Quelle der Versgeschichte. In: Runeninschriften als Quellen interdisziplinärer Forschung. Abhandlungen des Vierten Internationalen Symposiums über Runen und Runeninschriften in Göttingen vom 4.–9. August 1995. In Zusammenarbeit mit Sean Nowak hrsg. v. Klaus Düwel. de Gruyter, Berlin/New York 1998. (Ergänzungsbände zum Reallexikon der Germanischen Altertumskunde 15), S. 694–714.
- Die nordischen Pilgernamen von der Reichenau im Kontext der Runennamenüberlieferung. In: Analecta Septentrionalia. Beiträge zur nordgermanischen Kultur- und Literaturgeschichte. Hrsg. von Wilhelm Heizmann, Klaus Böldl und Heinrich Beck. de Gruyter, Berlin/New York 2009. (Ergänzungsbände zum Reallexikon der Germanischen Altertumskunde 65), S. 776–800.

Herausgeberschaft und Übersetzertätigkeit
- Alemannien und der Norden. Internationales Symposium vom 18.–20. Oktober 2001 in Zürich. Herausgeber unter Mitwirkung von Franziska Lanter und Oliver Szokody. de Gruyter, Berlin/New York 2004. (Ergänzungsbände zum Reallexikon der Germanischen Altertumskunde 43).
- (mit Oskar Bandle u. a.): The Nordic Languages. An International Handbook of the History of the North Germanic Languages. 2 Bde. de Gruyter, Berlin/New York 2002, 2005. (Handbücher zur Sprach- und Kommunikationswissenschaft 22.1, 22.2).
- Njals saga. Die Saga von Njal und dem Mordbrand. Hrsg. und aus dem Altisländischen übersetzt. Münster 2005. (Skandinavistik. Sprache – Literatur – Kultur 3).

Festschrift
- Oskar Bandle, Jürg Glauser, Stefanie Würth (Hrsg.): Verschränkung der Kulturen. Der Sprach- und Literaturaustausch zwischen Skandinavien und den deutschsprachigen Ländern. Zum 65. Geburtstag von Hans-Peter Naumann. Francke, Bern/München 2004. (Beiträge zur Nordischen Philologie 37).